# Syneora piperata
Syneora piperata är en fjärilsart som beskrevs av Turner 1947. Syneora piperata ingår i släktet Syneora och familjen mätare. Inga underarter finns listade i Catalogue of Life.